# 江之浦站 (福岡縣)
江之浦站（日语：／ Enoura eki */?）是位於福岡縣三山市高田町江浦，西日本鐵道（西鐵）的天神大牟田線車站。車站編號為T43。

## 歷史
- 1938年（昭和13年）10月1日 - 車站啟用。
- 1976年（昭和51年） - 翻新車站大樓。
- 2008年（平成20年）5月18日 - 此站開始可以使用IC卡nimoca。
- 2014年（平成26年）3月22日 - 變更車站櫃臺營業時間（在此日前，當值時間為首班車至尾班車）。
- 2017年（平成29年）2月1日 - 此站引入車站編號[1]。
- 2021年（令和3年）4月1日 - 隨著引入中央控制行車，整日成為無人車站[2][3]。

## 車站構造
車站是一座地面車站，設有1面2線的島式月台。在2021年（令和3年）4月1日前，此站是業務委託車站，委托了西鐵車站服務負責車站業務，當時日間部分時段沒有職員當值。車站大樓入口設有小型自動販賣機。

### 月台
| 月台 | 路線          | 上下行 | 方向             |
| ---- | ------------- | ------ | ---------------- |
| 1    | ■天神大牟田線 | 下行   | 大牟田方向       |
| 2    | ■天神大牟田線 | 上行   | 柳川、久留米方向 |

## 使用狀況
在2019年度，1日平均上下車人次為328人。
以下為各年度1日平均使用人次列表：
| 年度               | 1日平均 乘車人次 | 1日平均 上下車人次 |
| ------------------ | ---------------- | ------------------ |
| 2011年（平成23年） |                  | 326                |
| 2012年（平成24年） |                  | 306                |
| 2013年（平成25年） |                  | 332                |
| 2014年（平成26年） |                  | 317                |
| 2015年（平成27年） |                  | 337                |
| 2016年（平成28年） |                  | 337                |
| 2017年（平成29年） |                  | 327                |
| 2018年（平成30年） |                  |                    |
| 2019年（令和元年） |                  | 328                |

## 車站周邊
- 三山市立江浦小學
- 國道208號（日语：国道208号）
- 江浦郵局（日语：江浦郵便局）
- 有明海沿岸道路（日语：有明海沿岸道路） 高田交匯處（日语：高田インターチェンジ (福岡県)）

## 巴士路線
- 三山市社區巴士（日语：みやま市コミュニティバス）「西鐵江之浦站」巴士站：黑崎開北、西鐵開站、市政廳高田分所、橫倉醫院前、JR渡瀨站、濃施北 方向

## 相鄰車站
西日本鐵道
■天神大牟田線
■特急、■急行
通過
■普通
西鐵中島（T42）－江之浦（T43）－開（T44）

## 注腳
1. ↑   (PDF). 西日本鐵道. 2017-01-24  [2017年3月20日]. （原始内容存档 (PDF)于2020-07-28） （日语）.
2. ↑   (PDF) (新闻稿). 西日本鉄道広報部. 2021-03-19  [2021-03-19]. （原始内容 (PDF)存档于2021-03-19） （日语）.
3. ↑   (PDF) (新闻稿). 西日本鉄道広報部. 2020-08-28  [2020-08-28]. （原始内容 (PDF)存档于2020-08-28） （日语）.
4. 1 2  . 西日本鉄道株式会社.   [2021-01-14]. （原始内容存档于2021-01-29） （日语）.

## 外部連結
- 江之浦站（西鐵沿線web） （页面存档备份，存于）（日語）